# 3月1日
3月1日（さんがつついたち）は、グレゴリオ暦で年始から60日目（閏年では61日目）にあたり、年末まであと305日ある。

## できごと

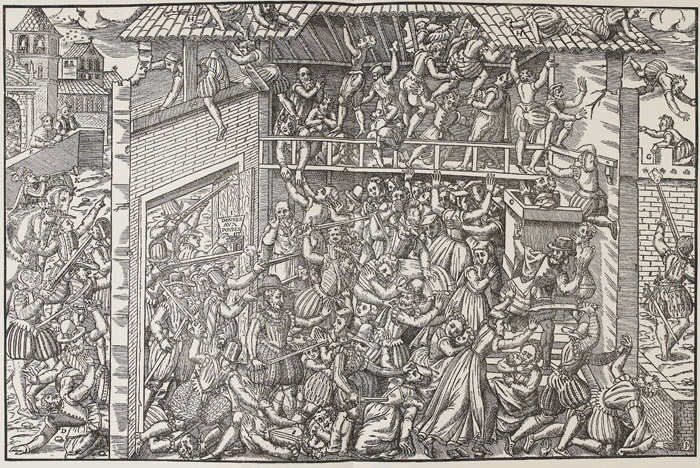
ヴァシーの虐殺(1562)。40年間に亘るユグノー戦争始まる。

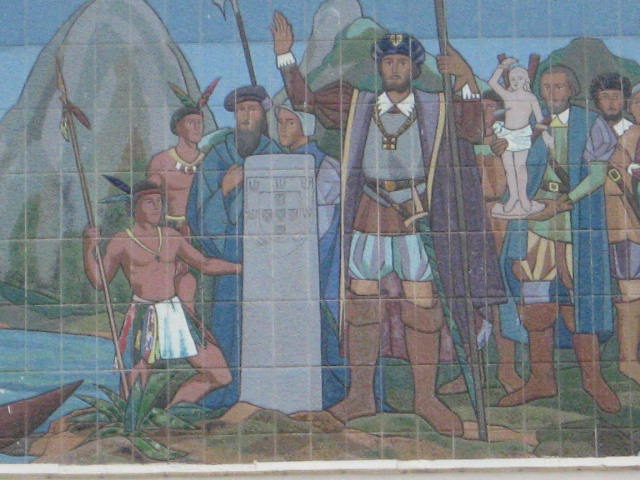
リオデジャネイロ市建設。

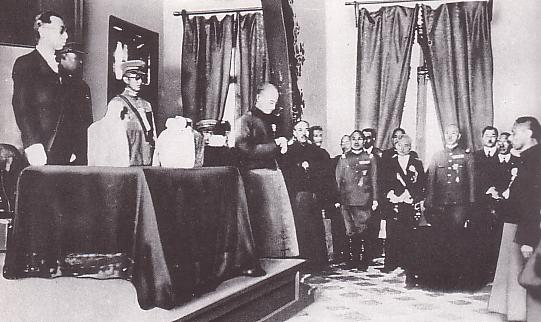
満洲国の建国を宣言(1932)。写真は3月9日、愛新覚羅溥儀の執政就任式。

- 317年 - ローマ東方正帝コンスタンティヌス1世の息子のクリスプスとコンスタンティヌス2世、西方正帝リキニウスの息子リキニアヌスが副帝となる。
- 1562年 - ヴァシーでプロテスタントたちが虐殺される（ヴァシーの虐殺、ユグノー戦争のはじまり）。
- 1565年 - リオデジャネイロ市が建設される。
- 1692年 - アメリカ合衆国マサチューセッツ州セイラム村でセイラム魔女裁判が始まる。
- 1709年（宝永6年1月20日） -  将軍徳川綱吉の死後10日目で生類憐れみの令が廃止。
- 1753年 - スウェーデンでグレゴリオ暦を導入。2月17日の翌日が3月1日になる。
- 1781年 - 連合規約がアメリカ13植民地の全ての邦の承認を得て発効。
- 1803年 - 北西部領土が州に昇格し、アメリカ合衆国17番目の州・オハイオ州となる。
- 1815年 - エルバ島を脱出したナポレオン・ボナパルトがフランスに上陸。
- 1867年 - ネブラスカ準州が州に昇格し、アメリカ合衆国37番目の州・ネブラスカ州となる。
- 1872年 - アメリカ議会が国立公園局設置法を可決。世界最初の国立公園・イエローストーン国立公園を設置。
- 1874年 - 第四国立銀行開業。
- 1882年 - 福澤諭吉が日刊新聞『時事新報』を創刊。
- 1885年 - 日本鉄道・品川駅 - 赤羽駅（現在の山手線・赤羽線）間が開業。日本鉄道と官設鉄道（現在の東海道本線）が接続。
- 1886年 - 熱田駅 - 武豊駅（現在の東海道本線の一部・武豊線）間が開業。
- 1888年 - 神秘主義団体黄金の夜明け団が発足。
- 1896年 - 第一次エチオピア戦争: アドワの戦い。イタリアのエチオピア侵攻軍がアドワ（英語版）で大敗。
- 1896年 - 立憲改進党・立憲革新党などが合同して進歩党を結党。
- 1896年 - アンリ・ベクレルが放射線を発見。
- 1902年 - 1900年11月8日に進水した戦艦「三笠」が、英国ヴィッカース・ソンズ・アンド・マキシム社で竣工[1]。
- 1905年 - 日露戦争: 奉天会戦が行われる。3月10日まで。
- 1910年 - グレート・ノーザン鉄道ウェリントン雪崩事故
- 1911年 - 帝国劇場が開館。
- 1912年 - 余部橋梁の完成により山陰鉄道（現在の山陰本線）・香住 - 浜坂が開業。京都駅から出雲今市駅（現在の出雲市駅）までがつながる。
- 1919年 - 日本統治下の朝鮮で三・一運動が起こる。
- 1919年 - 官設鉄道中央線・東京 - 万世橋が延伸開業。中央線 - 山手線上野駅までの「の」の字運転を開始。
- 1921年 - クロンシュタットの反乱。
- 1922年 - 日本初のアマチュア無線局が開局。
- 1925年 - 東京放送局（現在のNHK）がラジオの試験放送を開始。
- 1930年 - 谷口雅春によって生長の家が立教される。
- 1932年 - 黒竜江省・吉林省・遼寧省を領域とする満洲国の建国が宣言される[2]。
- 1932年 - リンドバーグ愛児誘拐事件。
- 1934年 - 満洲国で帝政を実施し、清朝最後の皇帝・溥儀が満洲国皇帝となる。
- 1935年 - 国際連盟管理地域ザールがドイツに復帰。
- 1936年 - ボールダーダム（現在のフーバーダム）が竣工。
- 1936年 - 日本映画監督協会が、丸の内・東京會舘にて発会[3]。
- 1938年 - 京都市で日本初のタクシー料金のメーター制が導入される。
- 1939年 - 大阪府枚方市の陸軍禁野火薬庫で爆発事故。死者94人。
- 1941年 - 第二次世界大戦: ブルガリアが日独伊三国同盟に加盟。
- 1941年 - 国民学校令公布。4月1日から小学校を国民学校に改め、義務教育を8年に延長する。
- 1942年 - 第二次世界大戦・バタビア沖海戦: 日本海軍が連合軍艦隊に勝利し、インドネシア方面の連合軍艦隊は壊滅。
- 1942年 - 第二次世界大戦: 日本軍がジャワ島に上陸。
- 1945年 - 鹿児島2区選挙無効事件: 日本の大審院が1942年に行われた翼賛選挙における鹿児島2区の選挙結果を無効とする判決を下す。
- 1946年 - イングランド銀行が国有化。
- 1946年 - 医学雑誌「医学のあゆみ」創刊（日本医学雑誌株式会社～医学書院～医歯薬出版）。
- 1946年 - 国鉄が運賃値上げを実施。値上げ幅は旅客2.5倍、貨物3倍[4]。
- 1949年 - 東京都新宿区戸山の陸軍戸山学校跡に戸山ハイツが完成。
- 1950年 - 民主自由党と旧民主党の聯立派が合流して自由党を結党。
- 1950年 - 国鉄が東海道本線・東京 - 沼津124kmを電車運転化。湘南電車の使用を開始。
- 1953年 - ラジオ長崎（現・長崎放送ラジオ）開局。
- 1954年 - キャッスル作戦: 太平洋のビキニ環礁でアメリカが水爆実験。第五福竜丸が被曝[5]。
- 1954年 - ラジオ山陰（RSB、現・山陰放送ラジオ）開局。
- 1955年 - 日本生産性本部設立。
- 1956年 - 東ドイツで国家人民軍創設。
- 1958年 - ラジオ九州テレビジョン（現・RKB毎日放送テレビ）開局。
- 1959年 - フジテレビジョン、毎日放送テレビジョン（MBS）、九州朝日放送テレビジョン（KBC）開局。
- 1959年 - 吉本ヴァラエティ（現・吉本新喜劇）第1回公演がうめだ花月劇場で開催。
- 1962年 - アメリカン航空1便墜落事故。
- 1966年 - 1965年11月16日に打ち上げられたソ連の金星探査機「ベネラ3号」が金星表面に衝突。史上初の地球以外の惑星表面への到達[6]。
- 1967年 - 阪急千里線・南千里駅 - 北千里駅間が開業。北千里駅に日本初の自動改札機が設置される。
- 1969年 - NHKのFM本放送開始。
- 1971年 - 五木ひろしが「よこはま・たそがれ」で再デビュー。
- 1976年 - 韓国で金大中らが民主救国宣言を発表。
- 1982年 - 初のテレビ東京系列局として、テレビ大阪（TVO）が開局。同時にテレビ東京系ネットワーク「メガTONネットワーク（現・TXNネットワーク）」発足。
- 1982年 - 国鉄が、普通列車乗り放題の企画乗車券「青春18のびのびきっぷ」（現在の青春18きっぷ）の発売を開始。
- 1988年 - 水俣病の刑事訴訟（熊本水俣病事件）で最高裁が被告側の上告を棄却し、チッソ元社長らの有罪判決が確定。水俣病の発見から32年目。
- 1991年 - JR東日本・山手線内の各駅でイオカードの使用を開始。
- 1992年 - ボスニア・ヘルツェゴビナがユーゴスラビアからの独立を宣言。
- 1992年 - 暴力団対策法、育児休業法施行。
- 1994年 - ダイエーが、忠実屋とユニードダイエーとダイナハを吸収合併。3会社の店舗は全てダイエーの直営店舗に。
- 1995年 - アメリカ・カリフォルニア州でYahoo!が設立される。
- 1997年 - 大阪ドームが開場。
- 1999年 - 対人地雷全面禁止条約が発効。
- 2002年 - 欧州宇宙機関 (ESA) の地球観測衛星「Envisat」が打ち上げられる。
- 2002年 - スペインでペセタの通貨単位としての使用を停止。
- 2003年 - 大和銀行とあさひ銀行が合併し、りそな銀行及び埼玉りそな銀行成立。
- 2003年 - 東京スタジアムが味の素スタジアムに名称を変更。
- 2005年 - NTT東日本・NTT西日本による固定電話の施設設置負担金が従来の半額に。
- 2006年 - 本田技研工業の日本国内四輪自動車販売チャネル「プリモ店」「クリオ店」「ベルノ店」を、「ホンダ」チャネルに統合し全車種全店舗扱い化（同年8月より新屋号「Honda Cars」に変更）。
- 2008年 - コロンビア軍がエクアドル領内のコロンビア革命軍拠点を空爆。アンデス危機に発展。
- 2010年 - プレイステーション3にて、PlayStation Networkの世界規模の障害トラブルが発生[7]。
- 2014年 - 昆明で無差別殺傷事件が発生し、29人が殺害される[8]。
- 2015年 - 常磐自動車道が全線開通。
- 2023年 - 長崎県の諫早湾干拓事業について、国が、堤防排水門の開門を命じた確定判決の「無力化」を求めた訴訟の上告審で、最高裁判所が、漁業者側の上告を棄却した。開門に関しては、「開門」と「開門せず」という相反する判決が併存していたが、司法判断が「開門せず」に統一された[9]。

## 誕生日

### 人物

ルネサンスの画家サンドロ・ボッティチェッリ(1445?-1510)誕生。画像は『ヴィーナスの誕生』(1485頃)。

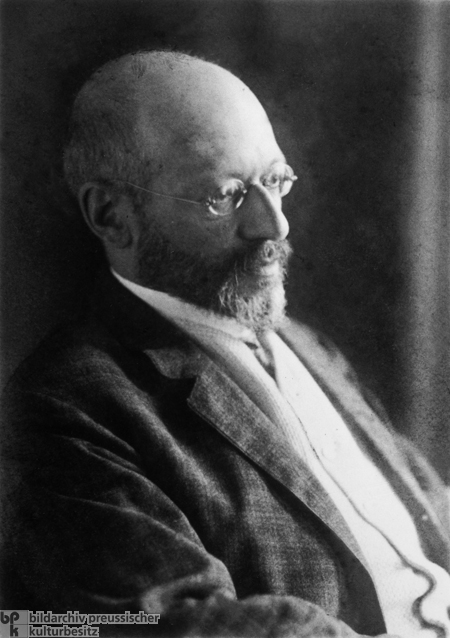
形式社会学を提唱した社会学者ゲオルク・ジンメル(1858-1918)誕生。

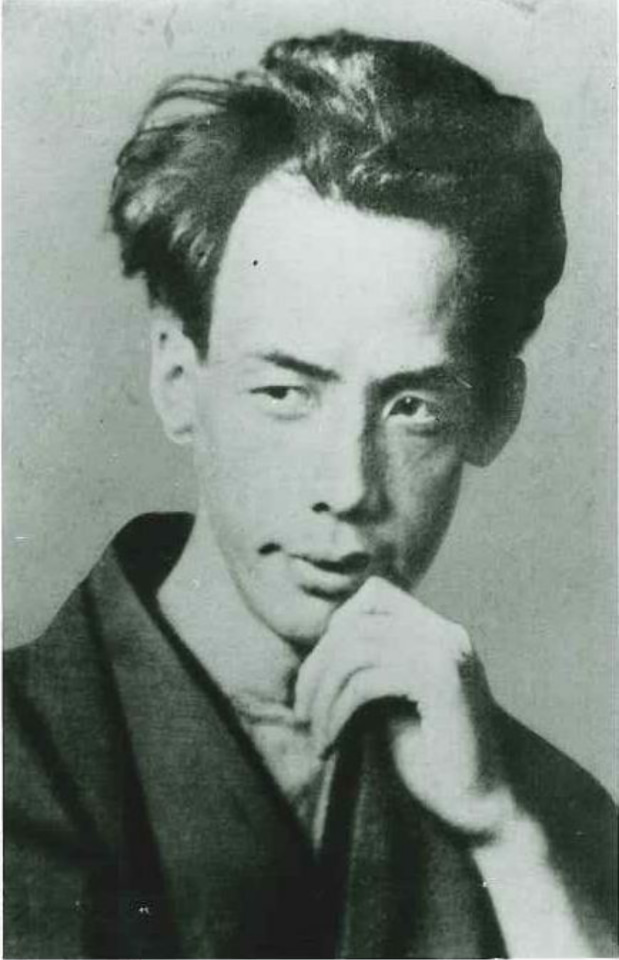
小説家芥川龍之介(1892-1927)誕生。

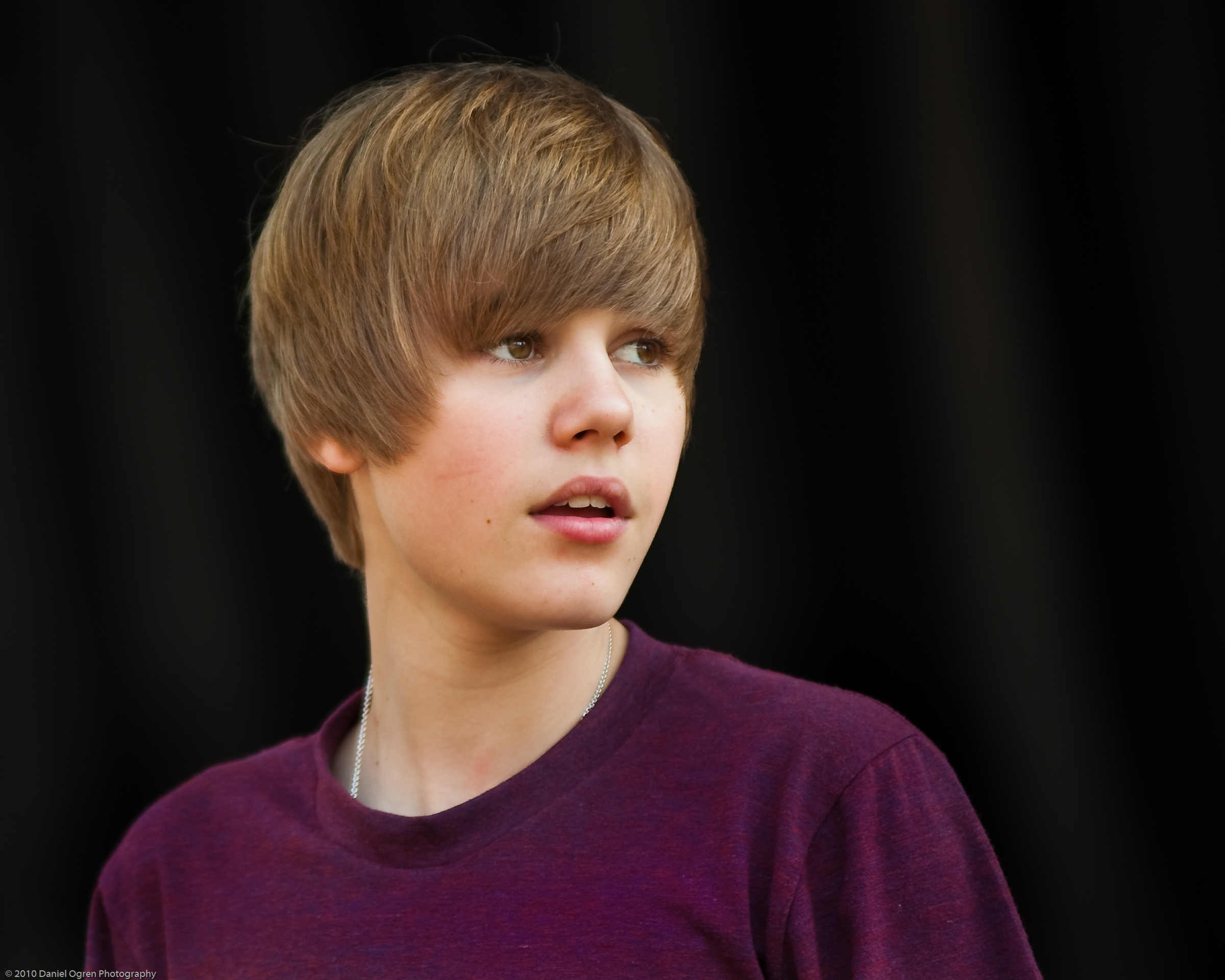
カナダ出身のシンガー、ジャスティン・ビーバー(1994-)誕生。

- 38年～41年 - マルティアリス[10]、詩人（+ 101年～104年）
- 1574年（天正2年2月8日） - 結城秀康[11]、戦国武将、大名（+ 1607年）
- 1611年 - ジョン・ペル、数学者（+ 1685年）
- 1683年 - キャロライン・オブ・アーンズバック、イギリス王妃（+ 1737年）
- 1716年（正徳6年2月8日） - 伊藤若冲、絵師（+ 1800年）
- 1810年 - フレデリック・ショパン、音楽家（+ 1849年）
- 1812年 - オーガスタス・ピュージン、建築家（+ 1852年）
- 1816年（文化13年2月3日） - 河竹黙阿弥、歌舞伎狂言作者（+ 1893年）
- 1832年 - フリードリヒ・グリュッツマッハー、チェリスト（+ 1903年）
- 1852年 - テオフィル・デルカッセ、政治家（+ 1923年）
- 1855年 - ポール・ハインズ、メジャーリーガー（+ 1935年）
- 1858年 - ゲオルク・ジンメル、社会学者、哲学者（+ 1918年）
- 1865年（元治2年2月4日） - 安部磯雄、政治家（+ 1949年）
- 1868年 - ゾフィー・ホテク、オーストリア・ハンガリー帝国皇太子妃（+ 1914年）
- 1875年 - 下村宏（海南）、官僚、新聞人（+ 1957年）
- 1876年 - アンリ・ド・バイエ＝ラトゥール、第3代IOC会長（+ 1942年）
- 1877年 - 中田薫、法学者（+ 1967年）
- 1879年 - 田辺七六、政治家、実業家（+ 1952年）
- 1879年 - ロバート・ダニエル・カーマイケル、数学者（+ 1967年）
- 1883年 - 朝倉文夫、彫刻家（+ 1964年）
- 1886年 - オスカー・ココシュカ、画家（+ 1980年）
- 1887年 - 長田幹彦、作家（+ 1964年）
- 1887年 - パーシヴァル・ワイルド、作家、劇作家（+ 1953年）
- 1888年 - 由谷義治、政治家（+ 1958年）
- 1888年 - 辰野隆、フランス文学者、随筆家（+ 1964年）
- 1889年 - 岡本かの子、小説家（+ 1939年）
- 1889年 - 和辻哲郎、倫理学者（+ 1960年）
- 1892年 - 芥川龍之介、小説家（+ 1927年）
- 1895年 - 小倉遊亀、日本画家（+ 2000年）
- 1896年 - ディミトリ・ミトロプーロス、指揮者、作曲家、ピアニスト（+ 1960年）
- 1900年 - 鈴木傳明、俳優（+ 1985年）
- 1904年 - グレン・ミラー、バンド指揮者 （+ 1944年）
- 1905年 - 市川壽三郎、俳優（+ 没年不詳）
- 1908年 - 菊田一夫、劇作家、作詞家（+ 1973年）
- 1908年 - 安松京三、昆虫学者、九州大学名誉教授（+ 1983年）
- 1908年 - 若林忠志、元プロ野球選手（+ 1965年）
- 1908年 - 藤田省三、元プロ野球選手（+ 1987年）
- 1909年 - 出羽ノ花國市、大相撲力士、第4代日本相撲協会理事長 （+ 1987年）
- 1910年 - デヴィッド・ニーヴン、俳優（+ 1983年）
- 1910年 - アーチャー・マーティン、化学者（+ 2002年）
- 1911年 - 西山卯三、建築家、建築学者（+ 1994年）
- 1912年 - 矢野健太郎、数学者（+ 1993年）
- 1912年 - ボリス・チェルトック、科学者、工学者（+ 2011年）
- 1916年 - 有島一郎、俳優（+ 1987年）
- 1922年 - イツハク・ラビン、第6代・11代イスラエル首相（+ 1995年）
- 1927年 - ハリー・ベラフォンテ、音楽家、俳優（+ 2023年）
- 1928年 - 伊藤謙哉、天文学者
- 1928年 - 清水澄子、政治家（+ 2013年）
- 1928年 - 山根俊英、元プロ野球選手（+ 2009年）
- 1928年 - 榎木兵衛、俳優（+ 2012年）
- 1928年 - シーモア・パパート、数学者、計算機科学者（+ 2016年）
- 1928年 - ジャック・リヴェット、映画監督、批評家（+ 2016年）
- 1929年 - ゲオルギー・マルコフ、ジャーナリスト（+ 1978年）
- 1931年 - ランベルト・ディーニ、政治家、第75代イタリア首相
- 1931年 - 常盤新平、作家、翻訳家（+ 2013年）
- 1932年 - 百瀬宏、国際政治学者
- 1932年 - 伊沢修、元プロ野球選手（+ 1989年）
- 1933年 - 南田洋子、女優（+ 2009年）
- 1935年 - 武藤礼子、声優（+ 2006年）
- 1935年 - 嵯峨美智子、女優（+ 1992年）
- 1937年 - 西村嘉郎、テレビプロデューサー、実業家（+ 2022年）
- 1938年 - 近藤光郎、元プロ野球選手
- 1939年 - 瀧澤美恵子、小説家（+ 2020年）
- 1939年 - 祓川正敏、元プロ野球選手（+ 2012年）
- 1939年 - ツヴェタン・トドロフ、哲学者（+ 2017年）
- 1940年 - 宮本省三、プロゴルファー（+ 2017年）
- 1941年 - 肥田美代子、政治家、児童文学作家
- 1942年 - 大桑堉嗣、実業家
- 1942年 - 亀渕昭信、ディスクジョッキー、ラジオパーソナリティ
- 1942年 - マイケル・ジャイルズ、ミュージシャン（キング・クリムゾン）
- 1943年 - 加藤茶、コメディアン（ザ・ドリフターズ）
- 1943年 - 多賀英典、音楽プロデューサー、映画プロデューサー、芸能プロモーター
- 1943年 - ラシード・スニャーエフ、宇宙物理学者
- 1944年 - 日暮真三、作詞家
- 1944年 - 山本重政、元プロ野球選手
- 1944年 - ロジャー・ダルトリー、ミュージシャン（ザ・フー）
- 1945年 - 夜久弘、漫画編集者（+ 2015年）
- 1946年 - 里村正治、フィデアホールディングス代表執行役社長、旧富士銀行元常務取締役
- 1946年 - ヤン・コデシュ、テニス選手
- 1947年 - 末成映薫、喜劇女優
- 1947年 - 三遊亭鳳楽、落語家
- 1947年 - 三上法夫、元プロゴルファー
- 1947年 - テリー・レイ、元プロ野球選手
- 1948年 - 團名保紀、美術史家、群馬大学名誉教授
- 1948年 - 磯部清次、空手家
- 1950年 - 林律雄、漫画原作者
- 1951年 - 大田卓司、元プロ野球選手
- 1951年 - 片山広明、サックス奏者、ミュージシャン（+ 2018年）
- 1951年 - スコット・ロス、チェンバロ・オルガン奏者（+ 1989年）
- 1952年 - 峰竜太、タレント、俳優 ※戸籍上の誕生日。実際の誕生日は2月29日
- 1952年 - 佐久間正英、ミュージシャン、音楽プロデューサー ※戸籍上の誕生日。実際の誕生日は2月29日（+ 2014年）
- 1952年 - マーティン・オニール、元サッカー選手、指導者
- 1953年 - カルロス・ケイロス、元サッカー選手
- 1953年 - 上川陽子、政治家
- 1954年 - ロン・ハワード、映画監督、映画プロデューサー、俳優
- 1954年 - 十倉好紀、物理学者
- 1955年 - 藤堂新二、俳優
- 1955年 - 李済華、サッカー指導者
- 1956年 - 花咲アキラ、漫画家
- 1956年 - 矢島健一、俳優
- 1956年 - ヤン・ヴァン・デル・ロースト、作曲家
- 1956年 - ダリア・グリバウスカイテ、政治家、リトアニア大統領
- 1956年 - 西山茂、元プロ野球選手
- 1957年 - 高柳秀樹、元プロ野球選手
- 1957年 - ジョニー・レイ、元プロ野球選手
- 1958年 - 三輪一雄、歌手
- 1959年 - 徳弘正也、漫画家
- 1959年 - 飯田譲治、脚本家、映画監督
- 1960年 - 手塚治、テレビドラマプロデューサー、東映代表取締役社長（+ 2023年）
- 1961年 - 柱谷幸一、元サッカー選手、指導者
- 1961年 - 隆三杉太一、元大相撲力士、年寄17代常盤山
- 1963年 - 川崎麻世、俳優
- 1963年 - 岡野進一郎、俳優
- 1963年 - トーマス・アンダース、ミュージシャン（モダン・トーキング）
- 1965年 - 笠原昌春、プロ野球審判員
- 1966年 - 奥田圭子、歌手、女優
- 1966年 - 島田まさし、お笑いタレント
- 1966年 - カシワクラツトム、声優
- 1966年 - ザック・スナイダー、映画監督
- 1966年 - 平林岳、プロ野球審判員
- 1967年 - 藤井克典、NHKアナウンサー
- 1968年 - 伊藤えん魔、声優、俳優
- 1968年 - 相楽晴子、女優
- 1969年 - ダグ・クリーク、元プロ野球選手（+ 2024年）
- 1969年 - ハビエル・バルデム、俳優
- 1969年 - 葉山みどり、元AV女優
- 1970年 - 鄭珉台、元プロ野球選手
- 1970年 - 中山美穂、女優、歌手 （+ 2024年）
- 1970年 - タカヤマツトム、声優
- 1970年 - 西川弘志、元俳優
- 1971年 - アレン・ジョンソン、陸上競技選手
- 1971年 - トーマス・アデス、作曲家、ピアニスト、指揮者
- 1972年 - 石野見幸、歌手（+ 2007年）
- 1972年 - やすみりえ、川柳作家
- 1972年 - ジミー・ハースト、元プロ野球選手（+ 2024年）
- 1972年 - 崔堯森、プロボクサー（+ 2008年）
- 1973年 - 道上龍、レーシングドライバー
- 1973年 - 小笠原亘、TBSアナウンサー
- 1973年 - クリス・ウェバー、バスケットボール選手
- 1973年 - ライアン・ピーク、ミュージシャン（ニッケルバック）
- 1973年 - 重信メイ、ジャーナリスト
- 1974年 - 野本かりあ、歌手
- 1975年 - 松谷琢也、漫画家
- 1976年 - 小島聖、女優
- 1976年 - 真栄田賢、お笑いタレント（スリムクラブ）
- 1976年 - 浜中明、漫画原作者
- 1976年 - ほるまりん、漫画家、デザイナー
- 1976年 - バレリオ・ベルミリオ、バレーボール選手
- 1976年 - 葉真中顕、小説家
- 1977年 - シレノス、ミュージシャン
- 1978年 - マシコタツロウ、作曲家、歌手
- 1978年 - 上松範康、作曲家
- 1978年 - 野川さくら、声優
- 1978年 - 向井久子、元バレーボール選手
- 1978年 - ジェンセン・アクレス、俳優
- 1979年 - 鈴木貴志、元プロ野球選手
- 1979年 - 藍正龍、俳優
- 1980年 - 井上裕介、お笑いタレント（NON STYLE）
- 1980年 - アンナ・セメノビッチ、フィギュアスケート選手、歌手、女優
- 1980年 - マイカ・ホフパワー、元プロ野球選手
- 1981年 - Tatsh（清水達也）、作曲家
- 1981年 - ジェシカ・ミラー、フィギュアスケート選手
- 1982年 - 廣野理恵、モデル
- 1982年 - GO!皆川、お笑い芸人
- 1982年 - 杉村英孝、ボッチャ選手
- 1983年 - 山本ヤマト、漫画家、イラストレーター
- 1983年 - ブレイク・ホークスワース、元プロ野球選手
- 1984年 - 藤丸、漫画家
- 1985年 - 上ノ宮絵理沙、ファッションモデル
- 1985年 - 古村大介、ミュージシャン（NICO Touches the Walls）
- 1985年 - 河津修一、バトントワラー
- 1985年 - 竹内一樹、ミュージカル俳優
- 1985年 - 三村芙実、陸上競技選手
- 1986年 - 五郎丸歩、ラグビー選手
- 1986年 - 香穂里、タレント
- 1986年 - 屋敷裕政、お笑いタレント（ニューヨーク）
- 1986年 - エドゥアルド・モルラン、プロ野球選手
- 1987年 - ケシャ、シンガーソングライター
- 1988年 - 桜木咲耶、グラビアアイドル
- 1988年 - 楯真由子、女優
- 1988年 - タッカーノ、お笑い芸人
- 1989年 - 西原加純、陸上競技選手
- 1989年 - 原菜摘子、元サッカー選手
- 1989年 - 木吉紗、漫画家
- 1989年 - カルロス・ベラ、サッカー選手
- 1990年 - 星沢なな、AV女優
- 1990年 - 西條るり、AV女優
- 1990年 - 宮澤智、フジテレビアナウンサー、元タレント
- 1990年 - 松山弘平、騎手
- 1990年 - 今岡諒平、元プロ野球審判員
- 1990年 - 小松ほなみ、グラビアアイドル
- 1990年 - ダシェンコ・リカルド、プロ野球選手
- 1990年 - ハリー・イーデン、俳優
- 1990年 - タダス・エリオシウス、サッカー選手
- 1990年 - マシュー・パー、元フィギュアスケート選手
- 1991年 - 成田梨紗、タレント、元アイドル（元AKB48）
- 1991年 - 奥野香耶、声優（Wake Up, Girls!）
- 1991年 - ロベルト・スアレス、プロ野球選手
- 1993年 - 斉藤秀翼、俳優
- 1993年 - 石田健大、プロ野球選手
- 1993年 - 出水田理絵、バスケットボール選手
- 1993年 - ウォノ、歌手（元MONSTA X）
- 1994年 - 大野真緒、女優
- 1994年 - 朝乃山英樹、大相撲力士
- 1994年 - 美波わかな、声優、舞台女優
- 1994年 - 安齋らら、AV女優
- 1994年 - ジャスティン・ビーバー、R&Bシンガー
- 1994年 - 赤楚衛二、俳優
- 1994年 - タイリーク・ヒル、アメリカンフットボール選手
- 1995年 - 床田寛樹、プロ野球選手
- 1995年 - 三浦弦太、サッカー選手
- 1996年 - 三好勇太、俳優
- 1997年 - 粟津凱士、プロ野球選手
- 1997年 - 中村祐斗、ボクサー
- 1997年 - 成沢紫音、レースクイーン
- 1997年 - 山中瑶子、映画監督
- 1998年 - 東理紗、アイドル（生ハムと焼うどん）
- 1998年 - 崎川みずき、グラビアアイドル
- 2000年 - 片岡千之助（初代）、歌舞伎役者
- 2000年 - 岩淵桃音、元声優
- 2001年 - ワンダー・フランコ、プロ野球選手
- 2002年 - 廣川かのん、アイドル（なみだ色の消しごむ、元欲バリセンセーション）
- 2005年 - 池田レイラ、お笑い芸人（完熟フレッシュ）
- 2008年 - 月島琉衣、ファッションモデル、女優
- 生年非公表 - 茶月みきこ、漫画家
- 生年非公表 - 樋上いたる、イラストレーター
- 生年不詳 - 伊藤はるか、声優
- 生年不詳 - 三好りえ、声優

### 人物以外（動物など）
- 1969年 - スガノホマレ、競走馬（+ 不明）
- 1975年 - サクラショウリ、競走馬（+ 1999年）
- 1997年 - キャプテンスティーヴ、競走馬
- 1999年 - アローキャリー、競走馬（+ 2006年）
- 2000年 - ユートピア、競走馬
- 2001年 - シーキングザダイヤ、競走馬
- 2002年 - アドマイヤフジ、競走馬
- 2002年 - サクラオリオン、競走馬
- 2003年 - アドマイヤジュピタ、競走馬
- 2012年 - リアルスティール、競走馬
- 2017年 - パンサラッサ、競走馬

## 忌日

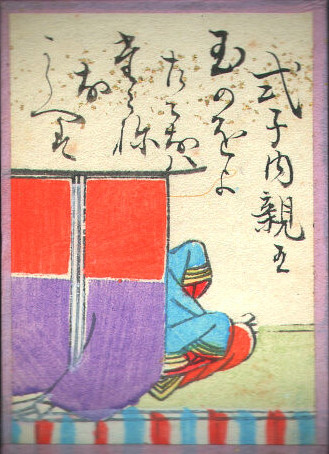
新三十六歌仙の1人、式子内親王(1149-1201)。小倉百人一首「玉の緒よたえなばたえね長らへば忍ぶることのよわりもぞする」

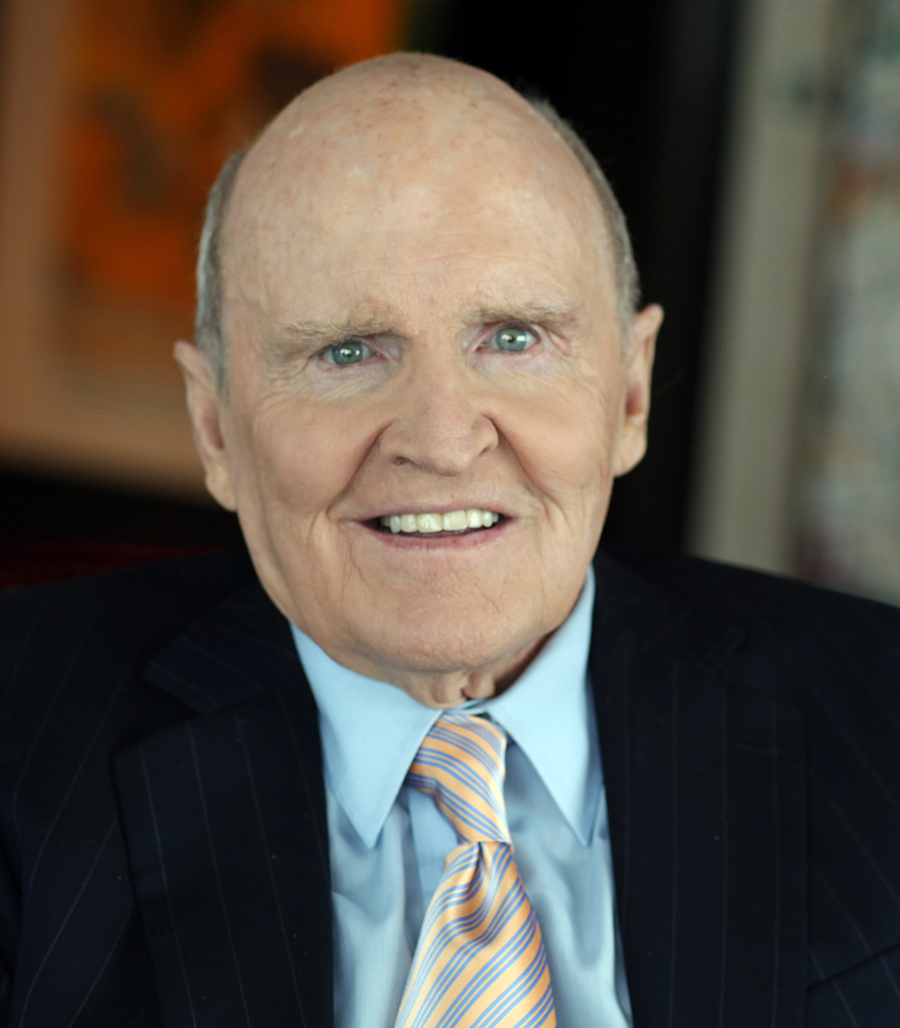
元ゼネラル・エレクトリックCEOジャック・ウェルチ(1935-2020)没。

- 764年（天平宝字8年1月24日） - 阿倍子島、奈良時代の貴族
- 1201年（建仁元年1月25日） - 式子内親王、歌人、新三十六歌仙の1人（* 1149年）
- 1510年 - フランシスコ・デ・アルメイダ、探検家（* 1450年）
- 1620年 - トマス・キャンピオン、作曲家、詩人・内科医・殺人者（* 1567年）
- 1643年 - ジローラモ・フレスコバルディ、作曲家（* 1583年）
- 1697年 - フランチェスコ・レディ、医学者（* 1626年）
- 1704年 - ジョゼフ・パロセル（英語版）、画家（* 1646年）
- 1756年 - アントニオ・ベルナッキ、カストラート歌手（* 1685年）
- 1773年 - ルイージ・ヴァンヴィテッリ、建築家（* 1700年）
- 1777年 - ゲオルク・クリストフ・ヴァーゲンザイル、作曲家、鍵盤楽器奏者（* 1715年）
- 1792年 - レオポルト2世、神聖ローマ皇帝（* 1747年）
- 1803年 - ジャン・フランソワ・コルソン（フランス語版）、画家、建築家、彫刻家（* 1733年）
- 1862年 - ピーター・バーロー、数学者、物理学者、技術者（* 1776年）
- 1865年（元治2年2月4日） - 武田耕雲斎、水戸藩士、天狗党首領（* 1803年）
- 1882年 - テオドール・クラク、ピアニスト、作曲家、教師（* 1818年）
- 1884年 - アイザック・トドハンター、数学者（* 1820年）
- 1891年 - エドゥアルト・シェーンフェルト、天文学者（* 1828年）
- 1911年 - ヤコブス・ヘンリクス・ファント・ホッフ、化学者（* 1852年）
- 1915年 - ジェームズ・ゲイキー、地質学者（* 1839年）
- 1925年 - 小池国三、実業家、投資家（* 1866年）
- 1927年 - 中村是公、官僚、実業家、投資家（* 1867年）
- 1934年 - 長澤鼎、実業家（* 1852年）
- 1934年 - 服部金太郎、実業家、服部時計店創業者（* 1860年）
- 1938年 - ガブリエーレ・ダンヌンツィオ、詩人、作家（* 1863年）
- 1939年 - 岡本綺堂、小説家（* 1872年）
- 1940年 - 宇都宮仙太郎、実業家、農業指導者（* 1866年）
- 1941年 - ルビー・ラフーン、弁護士、政治家、第43代ケンタッキー州知事（* 1869年）
- 1941年 - 森矗昶、実業家、昭和電工創業者、衆議院議員（* 1884年）
- 1952年 - 久米正雄、小説家、劇作家（* 1891年）
- 1958年 - ジャコモ・バッラ、画家（* 1871年）
- 1967年 - ヴァルター・パノフスキー、音楽評論家（* 1913年）
- 1970年 - 岩谷俊夫、サッカー選手、指導者（* 1925年）
- 1971年 - 平塚武二、児童文学者（* 1904年）
- 1974年 - ラリー・ドイル、プロ野球選手（* 1886年）
- 1974年 - 田中耕太郎、法学者、文部大臣、最高裁判所長官、国際司法裁判所判事（* 1890年）
- 1974年 - ボビー・ティモンズ、ジャズピアニスト（* 1935年）
- 1976年 - 清水藤太郎、薬学者（* 1886年）
- 1976年 - ジャン・マルティノン、指揮者（* 1910年）
- 1978年 - 岡潔、数学者（* 1901年）
- 1981年 - 影山光洋、報道写真家（* 1907年）
- 1983年 - 小林秀雄、文芸評論家（* 1902年）
- 1983年 - 今官一、小説家（* 1909年）
- 1984年 - ジャッキー・クーガン、俳優（* 1914年）
- 1987年 - 小坂佳隆、プロ野球選手（* 1935年）
- 1988年 - 加藤嘉、映画俳優（* 1913年）
- 1991年 - エドウィン・ハーバート・ランド、科学者、発明家、ポラロイド社創業者（* 1909年）
- 1995年 - 山本紫朗[12]、演出家、プロデューサー（* 1903年）
- 1995年 - ジョルジュ・J・F・ケーラー、生物学者（* 1946年）
- 1996年 - 懸田克躬、医学者、精神科医（* 1906年）
- 1998年 - 水野忠彦、プロ野球選手（* 1926年）
- 1999年 - 内海重典、宝塚歌劇団劇作家、演出家（* 1915年）
- 1999年 - 西村一孔、プロ野球選手（* 1935年）
- 1999年 - 長谷川悟史、プロレスラー（* 1976年）
- 2000年 - 田中澄江、脚本家、作家（* 1908年）
- 2001年 - 小田稔、天文学者、東京大学名誉教授（* 1923年）
- 2001年 - 瀧見山延雄、大相撲力士（*1927年）
- 2001年 - 竹腰美代子、美容家（* 1930年）
- 2001年 - 久和ひとみ、ニュースキャスター（* 1960年）
- 2002年 - 池田俊彦、陸軍軍人（* 1914年）
- 2002年 - 小島清文、反戦運動家（* 1919年）
- 2003年 - 藤田進、政治家、教育者、元大阪工大摂南大学（現学校法人常翔学園）総長・理事長（* 1913年）
- 2004年 - 飯島宗一、医学者、広島大学学長、名古屋大学総長（* 1922年）
- 2005年 - 吉村平吉、作家（* 1920年）
- 2005年 - 木村保、プロ野球選手（* 1934年）
- 2005年 - 飯島夏樹、プロウィンドサーファー（* 1966年）
- 2006年 - ジャック・ワイルド、俳優（* 1952年）
- 2007年 - 神沢浄、政治家、元山梨県竜王町長（* 1915年）
- 2007年 - 高橋健、編集者、児童文学作家、動物文学作家、翻訳家（* 1930年）
- 2009年 - 大昇充宏、大相撲力士（* 1925年）
- 2009年 - 吉岡吉典、政治家（* 1928年）
- 2009年 - ケネス・ヘンリー、スピードスケート選手、1952年オスロ五輪金メダリスト（* 1929年）
- 2010年 - 井上信也、政治家、サラリーマン新党代表、元摂津市長（* 1934年）
- 2010年 - 高橋重行、プロ野球選手（* 1945年）
- 2011年 - クラウス・ルーメル、教育学者、元上智学院理事長、上智大学名誉教授（* 1916年）
- 2011年 - 瀬野栄次郎、政治家（* 1921年）
- 2011年 - 永野光哉、ジャーナリスト、元熊本日日新聞社社長（* 1929年）
- 2011年 - 小野寺久幸、仏師、東大寺大仏師（* 1930年）
- 2011年 - 大前均、俳優（* 1935年）
- 2012年 - ジェプツンタンパ9世、チベット仏教のジェプツンダンバ・ホトクト継承者（* 1932年）
- 2014年 - アラン・レネ、映画監督（* 1922年）
- 2014年 - 伊藤健一、実業家（* 1936年）
- 2015年 - オリン・キープニュース、音楽プロデューサー（* 1923年）
- 2015年 - ミニー・ミノーソ、プロ野球選手（* 1925年）
- 2015年 - 境豊作[13]、実業家、ウエスト創業者（* 1925年）
- 2017年 - 北村文雄、造園学者、造園教育者（* 1923年）
- 2017年 - ポーラ・フォックス、児童文学作家（* 1923年）
- 2017年 - 木村明生、ソ連・ロシア研究者、青山学院大学名誉教授（* 1925年）
- 2017年 - 二宮フサ、フランス文学者、東京女子大学名誉教授（* 1926年）
- 2017年 - かまやつひろし、ミュージシャン（元ザ・スパイダース）（* 1939年）
- 2017年 - 桑原楽之、サッカー選手（* 1942年）
- 2017年 - 寺沢則忠[14]、実業家、元日本政策投資銀行副総裁、元藤和不動産（現・三菱地所レジデンス）会長（* 1943年）
- 2017年 - 伊藤文大、実業家、元クラレ会長（* 1947年）
- 2018年 - 佐藤行通、僧侶、社会運動家（* 1918年）
- 2018年 - 廣瀬直人、俳人（* 1929年）
- 2018年 - ルイジ・タベリ、オートバイレーサー（* 1929年）
- 2018年 - 古賀新一、ホラー漫画家（* 1936年）
- 2018年 - 瀬戸口清文、体操指導者、元大妻女子大学教授（* 1953年）
- 2019年 - 大野百樹、画家（* 1920年）
- 2019年 - ケヴィン・ローチ、建築家、プリツカー賞受賞者（* 1922年）
- 2019年 - 岩崎正視、実業家、元トヨタ自動車副会長、名古屋グランパスエイト社長、名城大学理事長（* 1925年）
- 2019年 - ジョレス・イヴァノヴィチ・アルフョーロフ、物理学者、ノーベル物理学賞受賞者（* 1930年）
- 2019年 - ジョゼフ・フランマーフェルト、指揮者（* 1937年）
- 2019年 - 五明公男、体育学者、野球指導者、元法政大学野球部監督（* 1943年）
- 2019年 - エウセビオ・ペドロサ、元プロボクサー・WBA世界フェザー級王者（* 1956年）
- 2020年 - 中村正䡄、小説家、直木賞受賞者（* 1928年）
- 2020年 - 野村浩一、政治思想史学者、立教大学名誉教授（* 1930年）
- 2020年 - 小倉正史、術評論家、翻訳家（* 1934年）
- 2020年 - ジャック・ウェルチ、実業家、元ゼネラル・エレクトリックCEO（* 1935年）
- 2020年 - 仙元誠三、撮影監督（* 1938年）
- 2020年 - 井伊伸[15]、建築家 （*1948年）
- 2021年 - 篠田桃紅、美術家 （* 1913年）
- 2021年 - アナトリイ・ズレンコ、政治家、外交官、元ウクライナ外務大臣（* 1938年）
- 2021年 - イアン・セント・ジョン、サッカー選手、指導者（* 1938年）
- 2021年 - 村瀬清司、実業家、元社会保険庁長官、元損害保険ジャパン副社長（* 1946年）
- 2021年 - 麒麟児和春、元大相撲力士、年寄19代北陣（* 1953年）
- 2021年 - ズラトコ・クラニチャール、元サッカー選手、指導者（* 1956年）
- 2022年 - 金秉騏、画家（* 1916年）
- 2022年 - アレフティナ・コルチナ、元クロスカントリースキー選手、1964年インスブルック五輪金メダリスト（* 1930年）
- 2022年 - 安丸信行、彫刻家、元東宝の特殊技術造型家（* 1935年）
- 2022年 - オレクサンドル・クリク、自転車競技指導者（* 1957年）
- 2022年 - イェウヘン・マリシェフ、バイアスロン選手（* 2002年）
- 2023年 - ジュスト・フォンテーヌ、元サッカー選手、指導者（* 1933年）
- 2024年 - アイリス・アプフェル、実業家、インテリアデザイナー、ファッションアイコン（* 1921年）
- 2024年 - 鳥山明、漫画家（* 1955年）
- 2025年 - みのもんた、フリーアナウンサー（* 1944年）
- 2025年 - 高塚清一、競艇選手（* 1947年）

## 記念日・年中行事

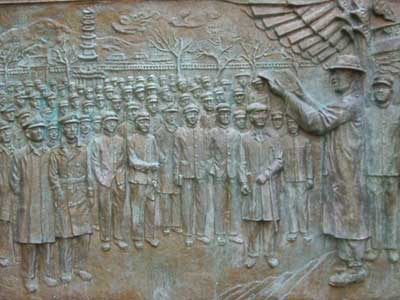
三一節。三・一独立運動（1919年）を記念。画像はタプコル公園のレリーフ

- ビキニ・デー（ 世界）
1954年3月1日に、太平洋のビキニ環礁でアメリカが核実験を行い、第五福竜丸が被曝したことから。世界で反核集会等が行われる。
- 自傷行為防止啓発の日（英語版）（ 世界）
- 三一節（ 韓国）
1919年3月1日に、韓国・ソウルで起こった三・一運動を記念する。
- 国家人民軍記念日（ 東ドイツ）
1956年3月1日に国家人民軍が設立されたことを記念する。
- 独立記念日（ ボスニア・ヘルツェゴビナ）
1992年のこの日、ボスニア・ヘルツェゴビナがユーゴスラビアからの独立を宣言した。
- マルテニッツァ（英語版）（ ブルガリア）
家族や友達同士で「マルテニッツァ」という白糸と赤糸で作ったお守りを交換しあい、お互いの健康と幸せを願う。近隣のルーマニア、北マケドニア、モルドバの3月1日の習俗とともにユネスコの無形文化遺産に指定されている[16]。
- デコポンの日（ 日本）
1991年3月1日に、デコポンが熊本果実連によって初めて出荷されたことから。日本園芸農業協同組合連合会が制定。
- マヨネーズの日（ 日本）
1925年3月9日にキユーピーが日本ではじめてマヨネーズを製造・販売し、日本初の「1」にちなんだことから。
- 切抜きの日（ 日本）
1890年3月1日に日本で初めての切抜き会社「日本諸新聞切抜通信」が発足したことから内外切抜通信社が制定。
- 御神的神事（ 日本）
千葉県南房総市増間の日枝神社で、毎年この日に行われる弓射の神事。増間ダム上流の前蔵引きの滝（水垢離の滝）で身を清めた二人の若者が、日枝神社の境内で矢を射て、その年の天候や五穀の豊凶を占う[17]。